# Bazylika św. Mateusza Apostoła i Ewangelisty w Mielcu
Bazylika kolegiacka św. Mateusza Apostoła i Ewangelisty w Mielcu – barokowy kościół parafialny w Mielcu, z przełomu XVII i XVIII wieku, od 2006 roku posiadający godność bazyliki mniejszej. Od 25 grudnia 2017 pełni funkcję kolegiaty, przy której mieści się kapituła. 

## Historia
Parafia w Mielcu powstała staraniem ówczesnych właścicieli miasta, rodu Mieleckich, w 2. połowie XIV wieku, a jej pierwszy, drewniany kościół wzmiankowany jest w 1470. W ostatnich latach XVI wieku dobudowano do niego murowaną kaplicę św. Anny. Obecny kościół parafialny powstał z fundacji Jerzego Zbigniewa Ossolińskiego, kasztelana połanieckiego. Budowany był w latach 1678–1721. Konsekrował go w 1762 biskup sufragan przemyski Hieronim Wielogłowski. Częściową przebudowę, połączoną z dobudowaniem wieży i murowanego ogrodzenia przeszedł w latach 1792–1795, kolejne w latach 1877–1878 i w 1924, kiedy podwyższono wieżę i dobudowano kruchtę od strony południowej. Bullą papieża Benedykta XVI z dnia 1 sierpnia 2006 roku (ogłoszoną oficjalnie 21 września) kościół św. Mateusza otrzymał tytuł bazyliki mniejszej. W Boże Narodzenie 25 grudnia 2017 (oficjalnie 29 grudnia 2017 roku) biskup Andrzej Jeż erygował kapitułę kolegiacką pw. św. Mateusza Apostoła i Ewangelisty w Mielcu – od tego czasu świątynia posiada tytuł bazyliki kolegiackiej. 

## Galeria

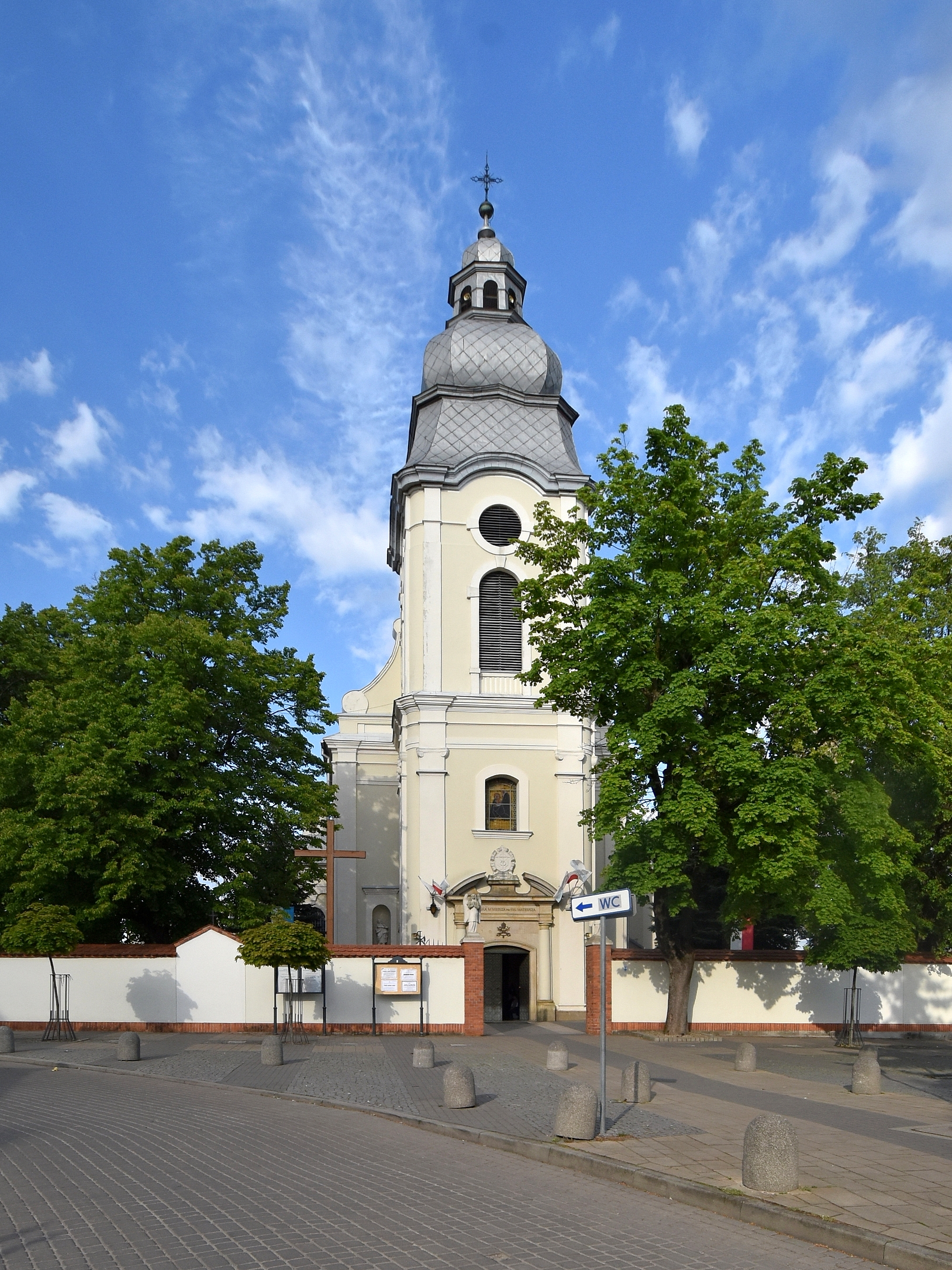
Elewacja frontowa
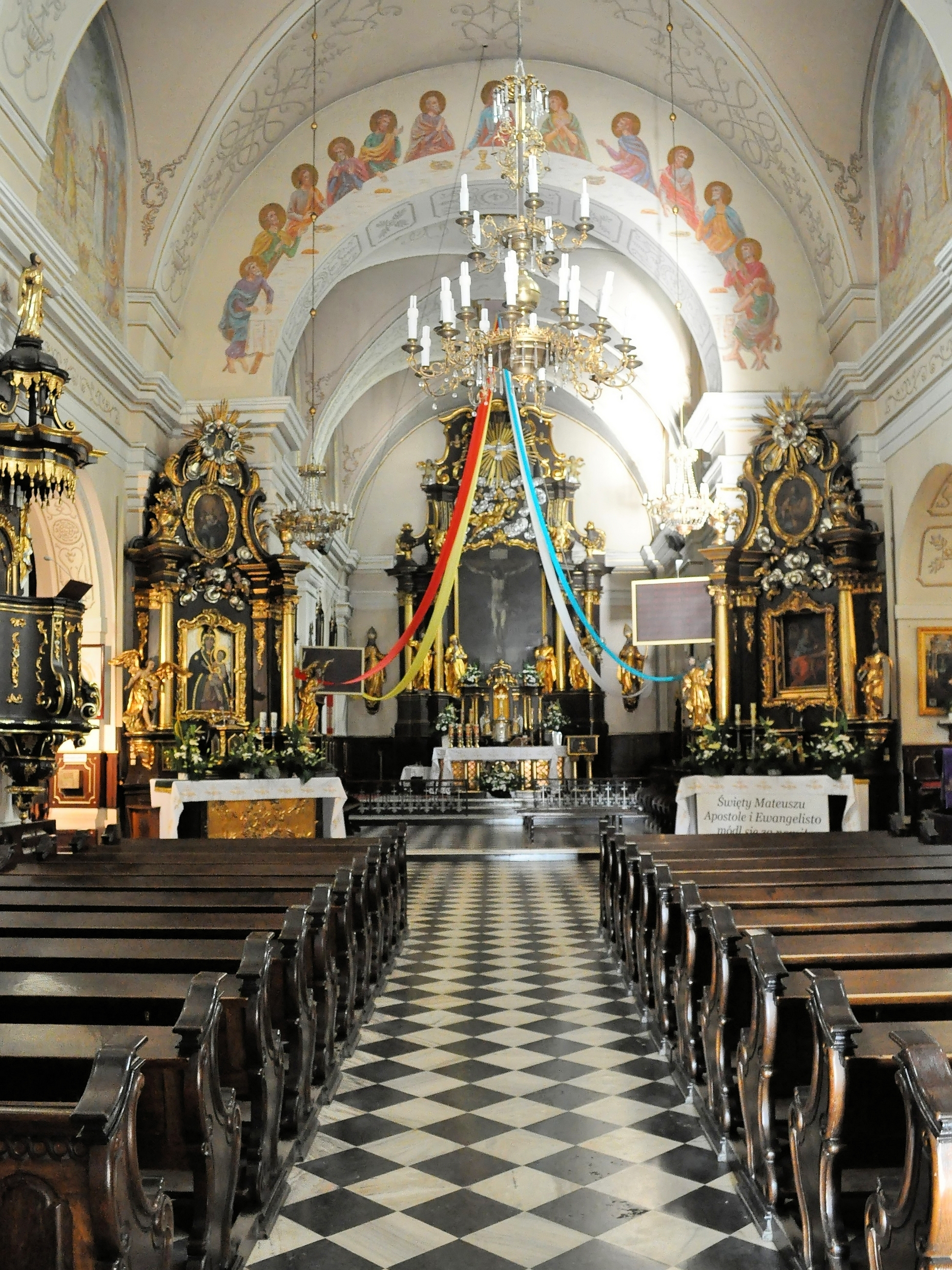
Wnętrze
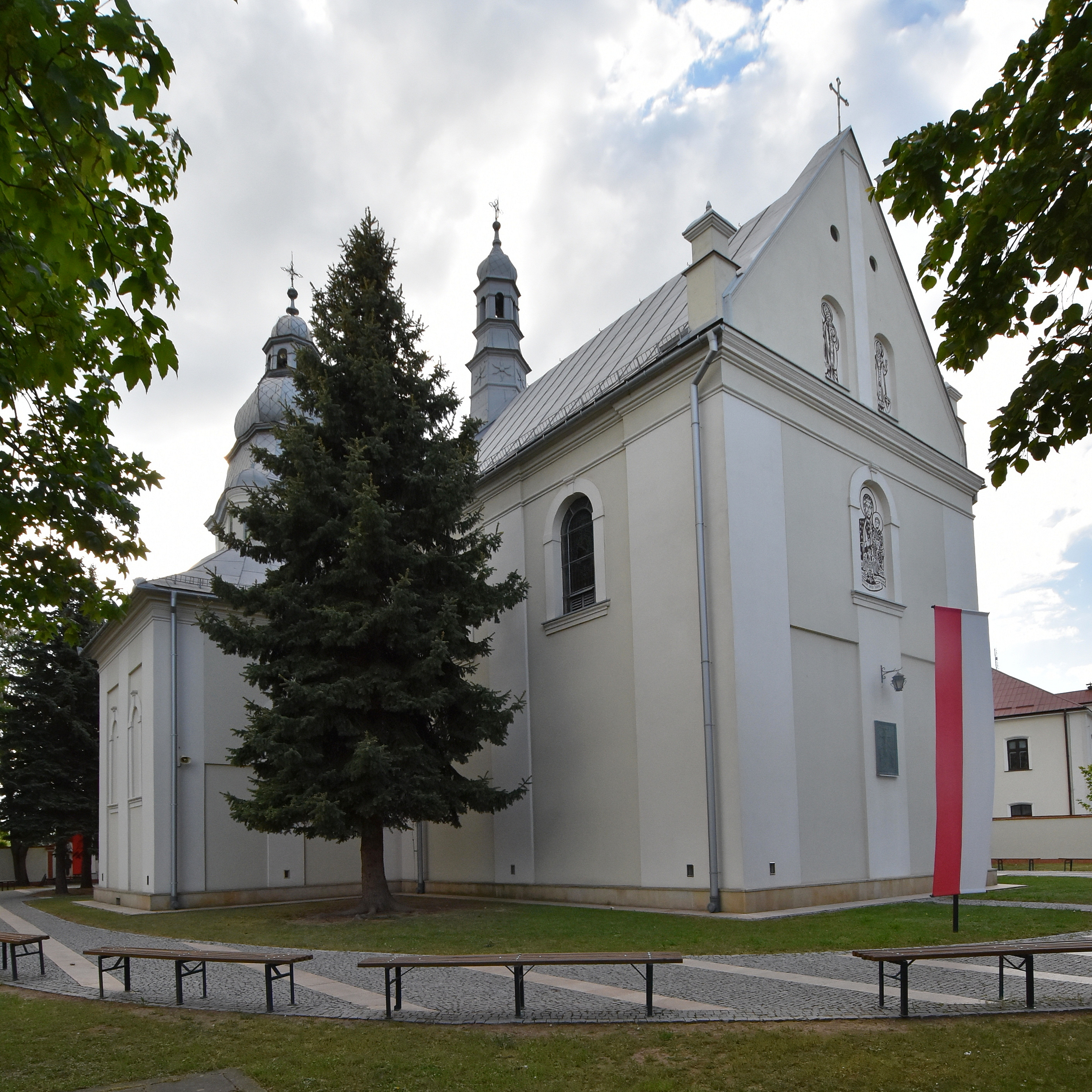
Elewacja boczna

## Architektura i wnętrze
Bazylika św. Mateusza jest jednonawowym orientowanym kościołem zbudowanym na planie krzyża, z bocznymi kaplicami w formie transeptu. Od strony zachodniej do nawy przylega dwukondygnacyjna wieża z kopulastym, łamanym hełmem, połączona spływami z fasadą, z kruchtą w przyziemiu. Główne wejście ujęte jest w barokowy portal z czarnego marmuru, z herbem Ossolińskich Topór. Dwuprzęsłowe, prostokątne prezbiterium zamknięte jest prostą ścianą. Od strony północnej przylega do niego zakrystia. Nawa nakryta jest sklepieniem kolebkowym z lunetami, zaś prezbiterium i zakrystia sklepieniami kolebkowo-krzyżowymi.
Większość wyposażenia wnętrza utrzymana jest w stylu rokokowym z 2. połowy XVIII wieku. Ołtarz główny ma wprawiony w polu głównym obraz Ukrzyżowania z XVII wieku, przypisywany Tomaszowi Dolabelli. Ponadto w bazylice znajdują się dwa rokokowe ołtarze boczne w nawie przy tęczy) i dwa barokowe ołtarze w kaplicach, rokokowa ambona, dwa konfesjonały i ławy oraz późnobarokowa chrzcielnica. Chór muzyczny z końca XVIII wieku wsparty jest na trzech arkadowych filarach. 
Organy zbudowane prawdopodobnie w II połowie XVIII wieku. Instrument o rokokowym prospekcie był przebudowywany m. in w 2. połowie XX wieku. W 1991 r. organy rozbudował Andrzej Balicki z Warszawy. Ostatni remont przeprowadził w 2007 r. Kazimierz Plewa.
Na wieży wiszą trzy dzwony. Mały oraz duży wykonano w Odlewni dzwonów Jana Felczyńskiego w Przemyślu, natomiast średni, ocalały dzwon w Odlewni dzwonów Karola Schwabe w Białej Krakowskiej. Ważą ok. 350, 561 i 1450 kg, są zestrojone w akord e-moll.

## Upamiętnienie
Przy bazylice w 1990 została ustanowiona ściana katyńska, honorująca ofiary zbrodni katyńskiej związane z ziemią mielecką; upamiętniony został m.in. mjr Kazimierz Dobrostański.